# جيمس ر. هولتون
جيمس ر. هولتون (بالإنجليزية: James R. Holton) هو عالم أرصاد أمريكي، ولد في 16 أبريل 1938 في سبوكين في الولايات المتحدة، وتوفي في 3 مارس 2004 في سياتل في الولايات المتحدة.